# Ed Miliband

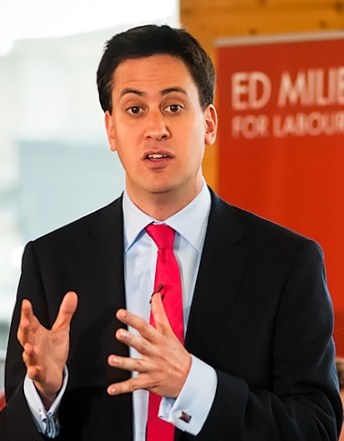
Ed Milliband a 2010-es munkáspárti vezetőválasztási kampány idején

Edward Samuel Miliband (London, 1969. december 24. –) brit politikus. 2005 óta parlamenti képviselő, 2007 és 2010 között Gordon Brown kormányának tagja volt, főleg energia- és klímaügyi kérdésekkel foglalkozott. A Munkáspárt (Labour) vezetője, egyben az ellenzék vezére volt az Egyesült Királyságban 2010. szeptember 25-től 2015-ig.

## Családja, tanulmányai
Apja Ralph Miliband lengyel zsidó származású marxista teoretikus volt. Brüsszelben született, lengyel zsidó emigránsok gyermekeként. Anyja, Marion Kozak Częstochowában született lengyel zsidó családban, és lengyel családok rejtegették őt és édesanyját a náci megszállók elől. Mindketten a holokauszt elől menekültek Angliába, ahol menedékjogot kaptak. Bátyja, David Miliband, a Labour korábbi kormányában külügyminiszter volt és a Munkáspárt 2010-es belső vezetőválasztásán csak hajszállal maradt alul testvérével szemben.
Tanulmányait az Oxfordi Egyetemen és a London School of Economics-on (LSE) végezte.

## A Munkáspárt élén
A Munkáspárt 2010-es vezetőválasztási kampányában még három másik magas rangú Labour-politikus – Ed Balls volt oktatási miniszter, Andy Burnham egykori egészségügyi miniszter, és Diane Abbott képviselő, a brit alsóház első fekete bőrű női tagja – is részt vett, de a közvéleménykutatások alapján kezdettől fogva valószínű volt, hogy a bonyolult, többfordulós vezetőválasztási folyamatból a Miliband testvérek valamelyike kerül ki győztesen.
Ed Miliband vezetővé választásával brit kommentátorok véleménye szerint baloldali fordulat volt várható a Munkáspárt politikájában, véget vetve a Tony Blair és Gordon Brown nevéhez fűzhető „Új Labour” időszakának. Ed Miliband megválasztása utáni első beszédében kijelentette: büszke Blair és Brown vezetői vívmányaira, ám a Munkáspárt a májusi választásokat csúnyán elvesztette, és ezután változásra van szükség. Határozottan elhatárolódott a Blair idején kezdődött iraki háborútól is, mondván: ez „rettentő bizalomvesztést” okozott a választók körében.
Az igazi fordulat azonban elmaradt és miután pártja súlyos vereséget szenvedett a 2015. május 7-i választáson, bejelentette lemondását.